# Peggy Schwarz
Peggy Schwarz (4 settembre 1971) è un'ex pattinatrice artistica su ghiaccio tedesca, specializzata nel pattinaggio artistico su ghiaccio a coppie.

## Palmarès
GP: Champions Series / Grand Prix
 Con Mirko Müller 
| Internazionali            | Internazionali | Internazionali | Internazionali | Internazionali |
| Evento                    | 1996–97        | 1997–98        | 1998–99        | 1999–00        |
| ------------------------- | -------------- | -------------- | -------------- | -------------- |
| Giochi olimpici invernali |                | 9°             |                |                |
| Campionati mondiali       | 10°            | 3°             | 8°             | 8°             |
| Campionati europei        | 6°             | 5°             | 4°             | 4°             |
| GP Nations Cup            |                | 4°             |                |                |
| GP NHK Trophy             |                | 3°             | 2°             |                |
| GP Skate Canada           | R              |                |                |                |
| Nazionali                 |                |                |                |                |
| Campionati tedeschi       | 2°             | 1°             | 1°             | 1°             |
| R = Ritirati              |                |                |                |                |

 Con Alexander König 
| Internazionali                     | Internazionali | Internazionali | Internazionali | Internazionali | Internazionali | Internazionali | Internazionali | Internazionali |
| Evento                             | 1986–87        | 1987–88        | 1988–89        | 1989–90        | 1990–91        | 1991–92        | 1992–93        | 1993–94        |
| ---------------------------------- | -------------- | -------------- | -------------- | -------------- | -------------- | -------------- | -------------- | -------------- |
| Giochi olimpici invernali          |                | 7°             |                |                |                | 7°             |                | 7°             |
| Campionati mondiali                |                |                | 4°             | 10°            | 7°             | 6°             | 12°            | 9°             |
| Campionati europei                 |                | 3°             |                | 4°             |                | 5°             | 5°             | 7°             |
| Nations Cup                        |                |                |                | 2°             |                |                |                |                |
| NHK Trophy                         |                |                |                |                | 7°             |                |                |                |
| Skate America                      |                |                |                | 3°             |                | 3°             |                |                |
| Skate Canada                       |                |                | 2°             | 4°             |                |                |                |                |
| Nazionali                          |                |                |                |                |                |                |                |                |
| Campionati tedeschi                |                |                |                |                | 2°             | 1°             | R              | 2°             |
| Campionati della Germania dell'Est | 3°             | 1°             |                |                |                |                |                |                |
| R = Ritirati                       |                |                |                |                |                |                |                |                |